# Юдахин, Константин Кузьмич
Константи́н Кузьми́ч Юда́хин (1890—1975) — советский тюрколог, киргизовед, профессор (1940), доктор филологических наук (1949), член-корреспондент Академии наук Узбекской ССР (1952), академик Академии наук Киргизской ССР (1954), составитель фундаментального Киргизско-русского словаря (1940) и вышедшего в 1944 году Русско-киргизского словаря.
После окончания Туркестанского восточного института в начале 1925 года был избран секретарём Академического Центра при Отделе Народного образования Кара-Киргизской АО. Одним из руководителей Академического Центра был назначен обвинённый в дальнейшем в пантюркизме Касым Тыныстанов. С 1928 по 1936 год занимался разработкой новых национальных алфавитов для народов СССР и стал автором многих работ по языковому строительству. Составил также двуязычные словари по узбекскому и уйгурскому языкам.
Памятник Константину Юдахину установлен на Аллее Молодёжи возле Кыргызского национального университета.